# Новиков, Сергей Петрович (дзюдоист)
Серге́й Петро́вич Но́виков (15 декабря 1949, Москва, РСФСР, СССР — 16 апреля 2021, Москва, Россия) — советский дзюдоист и самбист. Чемпион СССР по самбо (1971, 1972), чемпион Европы по самбо (1972). Чемпион летних Олимпийских игр (Монреаль, 1976) по дзюдо, призёр чемпионатов мира (1973, 1975) и чемпион Европы (1973, 1974, 1976) по дзюдо, заслуженный мастер спорта СССР (1974). Выступал в весовой категории до 100 кг (самбо) и в тяжёлой (свыше 93 кг) и абсолютной весовых категории (дзюдо) за «Динамо» (Киев). Первый тренер по самбо — Н. Х. Софин. Далее тренировался под руководством заслуженного тренера СССР Я. И. Волощука.
С. П. Новиков является создателем нового вида спорта «Русский бой» (международное название — «Универсальный бой», «Unifight») и президентом соответствующей спортивной федерации.

## Биография
Окончил в 1972 Киевский институт физической культуры, впоследствии окончил киевскую Академию МВД, имеет два высших образования: педагогическое и юридическое. Ему присвоена учёная степень кандидата педагогических наук. Член КПСС с 1977 года.
Начал заниматься самбо в четырнадцатилетнем возрасте в Киеве, куда переехали его родители после выхода на пенсию его отца — офицера Советской армии. Через два месяца после начала занятий Новиков стал чемпионом Украины по самбо в весовой категории до 78 кг.
В 1971 году двадцатидвухлетний Новиков стал чемпионом проходившей в Москве Спартакиады народов СССР по самбо и чемпионом СССР по самбо.
В 1972 году вновь стал чемпионом СССР по самбо и выиграл первый открытый чемпионат Европы по самбо в Риге.

В 1976 году Новиков стал чемпионом Олимпийских игр в Монреале по дзюдо в весовой категории свыше 93 кг, победив дзюдоиста из ФРГ Гюнтера Нойройтера (нем. Günther Neureuther).
В 1996 году под руководством Новикова был создан новый вид спорта — «Русский бой» (известный в мире также под названиями «Универсальный бой» и «Unifight»).
Являлся президентом Международной любительской федерации «Unifight» и президентом Общероссийской спортивной федерации «Универсальный бой».
Скончался 16 апреля 2021 года в г. Москве. Похоронен на Кунцевском кладбище.

## Награды
Кавалер ордена «Знак Почёта».